# MyBulletinBoard
MyBulletinBoard (abbreviato in MyBB o MyBBoard) è un software libero per la gestione di forum.

## Requisiti
MyBB è scritto in PHP e si appoggia su SQL per la memorizzazione dei dati.
I formati supportati per la gestione del database sono: MySQL, MySQLi, PostgreSQL e SQLite.
Per poter funzionare correttamente necessita una versione di PHP a partire dalla 4.3.11, mentre per MySQL a partire dalla 4.0.

## Storia
Il progetto di MyBulletinBoard nasce nel 2002, quando Chris Boulton (leader del gruppo MyBB) si separa dal suo precedente progetto di XMB e fonda DevBB, il predecessore di MyBB.
La prima versione stabile di MyBB risale al 2005 (versione 1.0). Le successive major releases sono state la 1.2 (2006), la 1.4 (2008) e la 1.6 (2010).
MyBB ha vinto il premio di Forum-Software.org come miglior free forum software nel 2008 e nel 2010.

## Caratteristiche
MyBB contiene tutte le caratteristiche standard disponibili nei forum moderni.
Tra queste: la facilità di installazione, la personalizzazione, un ampio pannello di controllo sia per gli utenti sia per gli amministratori e un'ampia disponibilità di traduzioni, sia per il software sia per le estensioni.
I punti di maggior forza rispetto ad altri software sono i bassi consumi di risorse, la semplice gestione delle estensioni che ne permette l'installazione senza modificare i file del software e la possibilità di creare operazioni automatiche temporizzate.

## Modifiche
Sul sito del progetto è presente un ampio archivio contenente le estensioni, i temi e i pacchetti di lingua.
Queste modifiche sono gestite dall'apposito plugin system presente nel pannello d'amministrazione che rende facile l'installazione anche per gli utenti più inesperti.